# Universiteit van Potsdam

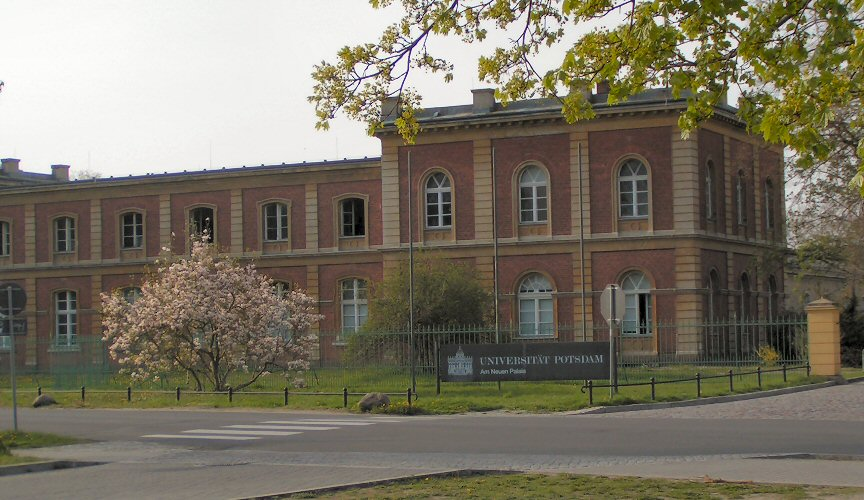
Het Nieuwe Paleis-campus van de Universiteit van Potsdam aan de oude stallen

De Universiteit van Potsdam (Duits: Universität Potsdam) is een Duitse universiteit in Potsdam in de deelstaat Brandenburg. Het beschikt over vier campussen, waaronder het Neues Palais van Sanssouci en het Babelsbergpark.

## Profiel
De Universiteit van Potsdam is met zijn vier campussen de grootste universiteit van de deelstaat Brandenburg:
- Nieuwe Paleis, Sanssouci: Faculteiten filosofie, Instituten voor wiskunde en sport
- Golm: Faculteiten humane wetenschappen, wiskunde en wetenschap
- Slot Babelsberg/Griebnitzmeer: Faculteiten rechtsgeleerdheid, economische wetenschappen en sociale studies, Instituten voor computerwetenschappen, het Hasso Plattner-instituut voor softwaresystemen
- Babelsbergpark

De universiteit werd opgericht in 1991 met de fusie van het Karl Liebknecht-college voor Onderwijs en het Brandenburg Staatscollege. Gezien de universiteit in grote mate zijn oorsprong vindt in het College voor Onderwijs, wordt vandaag nog steeds de nadruk gelegd op de lerarenopleiding.
Aan het begin van het wintersemester van het academiejaar 2008/2009 studeerden 19894 jongeren aan de Universiteit van Potsdam. Het grootste aantal studenten schreven zich in aan de Faculteit filosofie (5934 (30%)) en 5324 (27%) aan de Faculteit wiskunde en wetenschappen. 58% van de studenten zijn vrouwelijk, en meer dan 2000 zijn externe studenten. 26% van de eerstejaars zijn afkomstig uit Oost-Duitsland, 14% uit West-Duitsland en de resterende 14% uit Berlijn, op basis van de plaats waar ze hun toelatingsvoorwaarden verwierven. Na een evaluatie van de onderzoeksprestaties in 2007, werd de universiteit genomineerd voor onderscheidingen op acht gebieden (Profilbereiche) en een voor uitmuntendheid in het domein van de cognitieve wetenschappen (Exzellenzbereich) als blijk van internationale erkenning en onderzoeksproductiviteit. Aan de hand van interdisciplinaire onderzoek staat het domein van de cognitieve wetenschappen in verbinding met de departementen psychologie, linguïstiek, en sport- en gezondheidswetenschappen.

### Historische gebouwen
Sommige delen van de universiteit zijn gevestigd in historische gebouwen die opgenomen werden in het Werelderfgoedlijst van UNESCO. De universiteitsbibliotheek en het Instituut voor Geschiedenis zijn terug te vinden in het openbare deel van het park van Sanssouci, aan het Nieuwe Paleis, evenals het Instituut voor de Wiskunde in het voormalige stallencomplex.
De andere campussen, Babelsberg en Golm, hebben eveneens een historische achtergrond. De oudste gebouwen van de Golm-campus werden gebouwd in jaren dertig voor de vestiging van de intelligentiediensten van de Luftwaffe. Na de Tweede Wereldoorlog kwam hier dan het College voor de Rechtsgeleerdheid van de Oost-Duitse Stasi te zitten.
De huidige Faculteit Rechtsgeleerdheid is gelegen in Babelsberg/Griebnitzsee in de voormalige presidentiële en administratieve gebouwen van het Duitse Rode Kruis (1939/1940). Andere auditoria en gebouwen werden gebouwd in de jaren vijftig, net achter het Slot Babelsberg voor het Academie van Justitie en de Oost-Duitse staat.

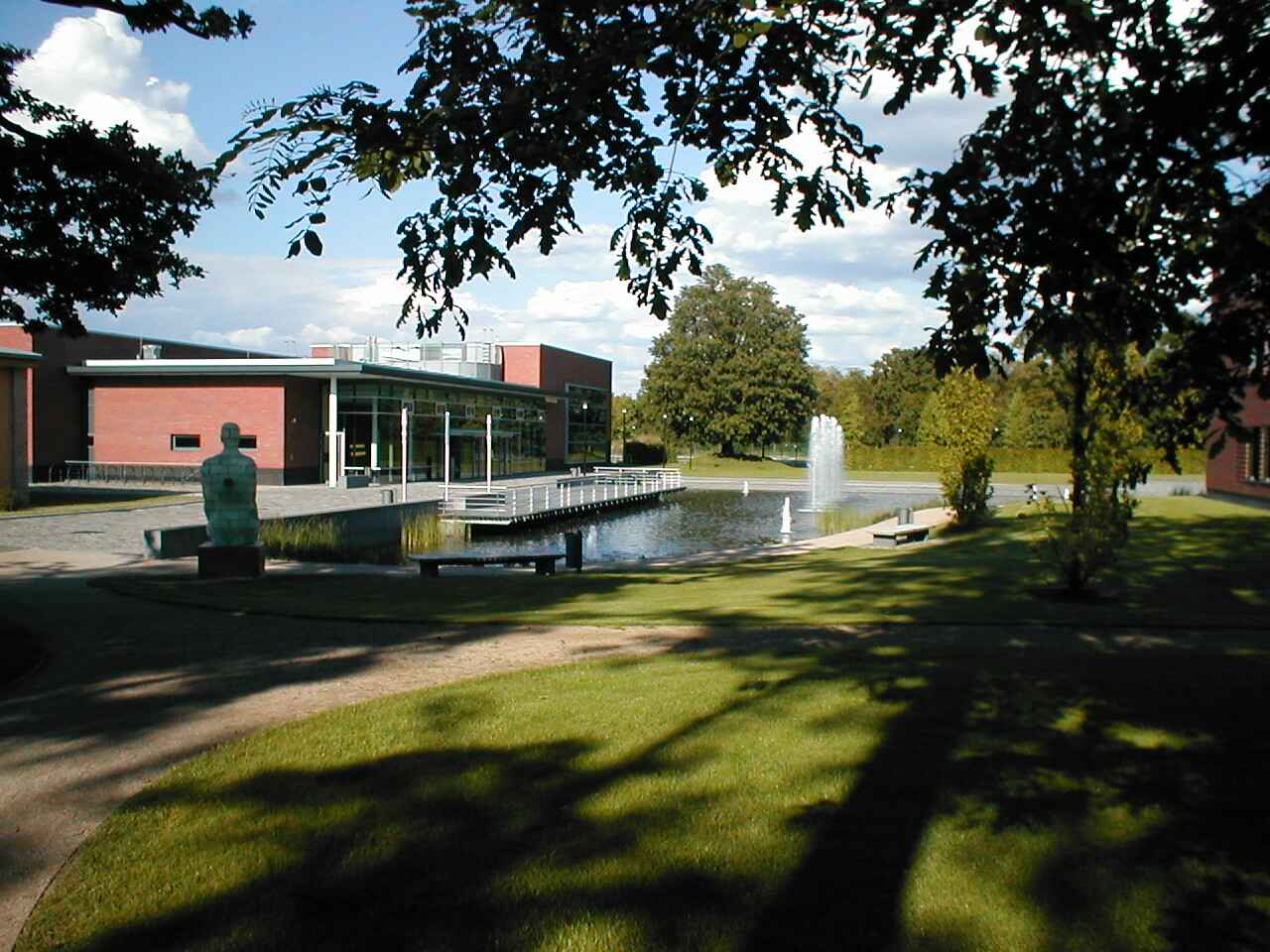
De auditoria van het Hasso Plattner-instituut

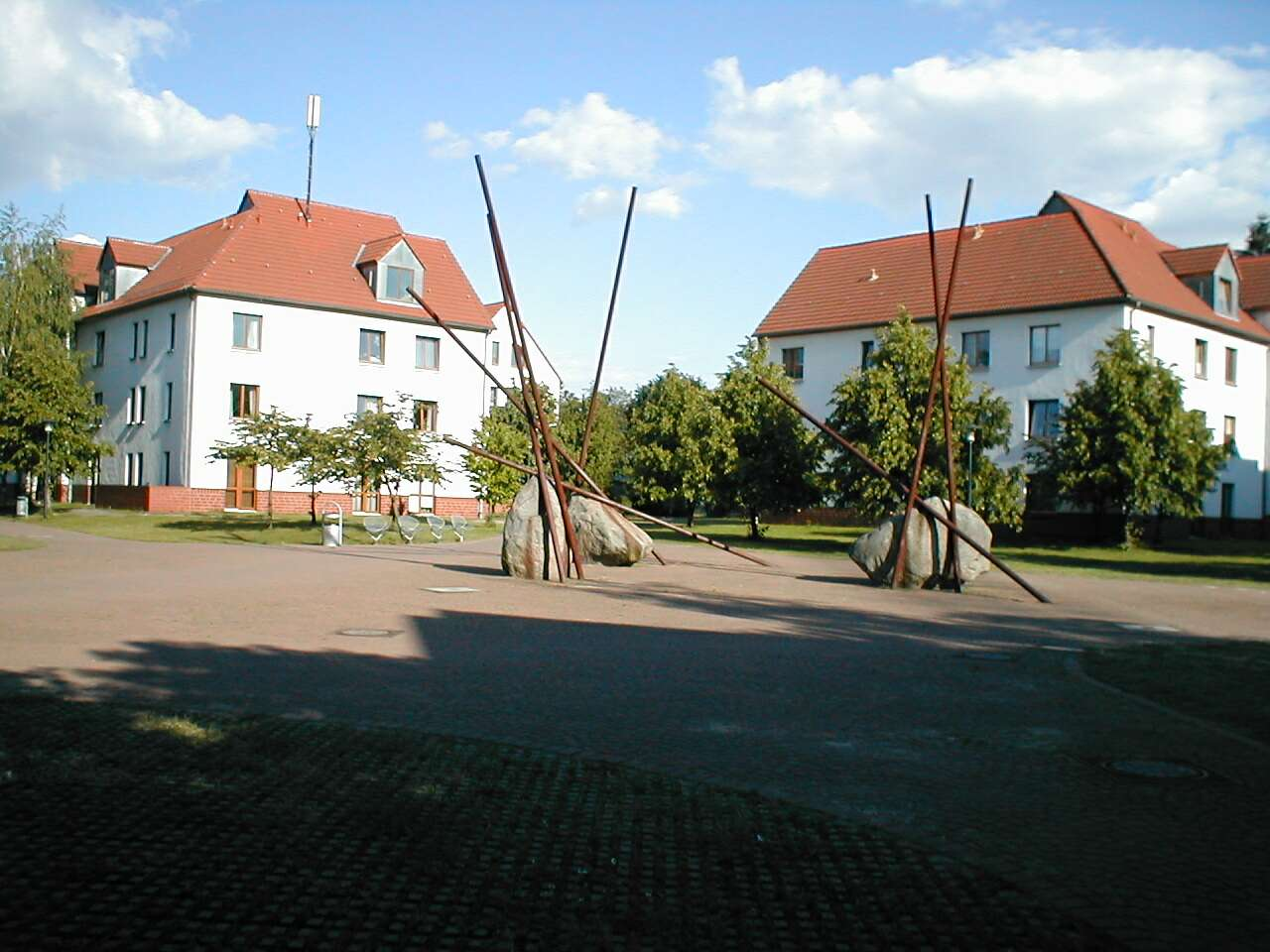
Het Griebnitzmeer-studentendorp op de Babelsberg Campus

### Faculteiten
De universiteit beschikt over de volgende faculteiten en instituten:
- Faculteit Rechtsgeleerdheid
- Faculteit Wijsbegeerte
- Faculteit Humane Wetenschappen
- Faculteit Economische Wetenschappen en Sociale Studies
- Faculteit Wiskunde en Wetenschappen
- Het Taalcentrum biedt aan studenten van allen faculteiten de kans om vele talen op verschillende niveaus aan te leren. Het beschikt over een certificaat van internationale accreditatie van UNIcert.